# Delta-Hedging
Mit Delta-Hedging bzw. Delta-Absicherung bezeichnet man eine Wertsicherungsstrategie, indem eine Optionsposition durch Sicherungsgeschäfte eingegangen wird, die gegen Preisänderungen des Basiswertes absichert. Hierzu baut man eine Position im Basiswert auf, deren Wertänderungen bei Preisbewegung den Wertänderungen der Optionsposition genau entgegengesetzt sind.
Das Delta einer Optionsposition gibt an, wie stark sich der Preis einer Option absolut ändert, wenn sich der Preis des Basiswertes um eine Währungseinheit, z. B. 1 EUR ändert. Allgemein gilt (siehe hierzu auch Long- und Short-Position):
- Erwerb einer Kaufoption oder Veräußerung einer Verkaufsoption: Positives Delta, Delta-Absicherung durch Leerverkauf (Short-Position) des Basiswertes
- Veräußerung einer Kaufoption oder Erwerb einer Verkaufsoption: Negatives Delta, Delta-Absicherung durch Kauf (Long-Position) des Basiswertes

Außer durch Kauf oder Verkauf des Basiswertes am Kassamarkt kann die Delta-Absicherung auch mit einem Terminkontrakt (Future) oder einem Forward am Terminmarkt durchgeführt werden.

## Beispiel
Ein Anleger halte 1000 Verkaufsoptionen zum Bezugsverhältnis 1:1 auf eine bestimmte Aktie, die für 40 EUR je Stück gehandelt wird, mit einem Delta von −0,6. Dann verliert seine Optionsposition 600 EUR an Wert, wenn die zugrundeliegende Aktie 1 EUR an Wert gewinnt. Der Betrag von −600 EUR ergibt sich als Produkt aus dem Delta von −0,6, dem Geschäftsvolumen von 1000 Aktien und der Preisänderung von 1 EUR. Wenn der Anleger nun 600 Stück der als Basiswert fungierenden Aktie kauft, gleichen deren Wertänderung die Wertänderung der Optionsposition genau aus.
Angenommen, die Aktie notiert am folgenden Handelstag für 41 EUR und das neu berechnete Delta sei −0,56. Die Optionsposition des Anlegers verliert nun nur noch 560 EUR an Wert, wenn die zugrundeliegende Aktie 1 EUR an Wert gewinnt. Der Anleger kann somit seine Aktienposition um 40 EUR also um ein Stück reduzieren.
Am darauf folgenden Handelstag notiert die Aktie für 39,50 EUR und das abermals neu berechnete Delta sei −0,63. Die Optionsposition des Anlegers verliert nun 630 EUR an Wert, wenn die zugrundeliegende Aktie 1 EUR an Wert gewinnt. Der Anleger muss somit seine Aktienposition um 70 EUR also um fast zwei Stücke erhöhen. Da keine Brüche gehandelt werden dürfen, kauft der Anleger zwei ganze Stücke dazu.
| Handelstag | Aktienkurs | Aktienposition (Käufer) | Delta (Käufer / Stillhalter) | Aktienposition (Stillhalter) |
| ---------- | ---------- | ----------------------- | ---------------------------- | ---------------------------- |
| 1          | 40 €       | 600 € = 15 Stück        | −0,6 / 0,6                   | −600 € = −15 Stück           |
| 2          | 41 €       | 550 € = 14 Stück        | −0,55 / 0,55                 | −550 € = −14 Stück           |
| 3          | 39,5 €     | 630 € = 16 Stück        | −0,63 / 0,63                 | −630 € = −16 Stück           |

Der Anleger hat mittels der Delta-Absicherung seine Position delta-neutral gestellt. Damit hat sich der Anleger aber nur gegen kleine Preisänderungen des Basiswertes abgesichert, da das Delta einer Option unter anderem vom Preis des Basiswertes abhängt (siehe Gamma). Mit der Änderung des Deltas seiner Optionsposition muss der Anleger dauernd seine Delta-Absicherung durch Käufe oder Verkäufe im Basiswert anpassen. Man spricht deshalb bei der Delta-Absicherung von einer lokalen oder dynamischen Absicherung.
Der Kontrahent des Anlegers – der Verkäufer der Option – hat ein positives Delta von 0,6. Er muss für eine Delta-Absicherung 600 Aktien leer verkaufen. Für den Verkäufer der Option entstehen als Stillhalter durch die Delta-Absicherung Kosten. Er muss den Basiswert kaufen, wenn sich dessen Preis erhöht hat, und ihn wieder verkaufen, wenn dessen Preis gesunken ist. Dieser Sachverhalt ist gleichbedeutend mit der Tatsache, dass für den Stillhalter das Gamma negativ ist (im Finanzjargon „short Gamma“). Dafür hat der Stillhalter die Optionsprämie erhalten. Umgekehrt erwirtschaftet der Optionskäufer aus der Delta-Absicherung Gewinne, dafür hat er aber die Optionsprämie gezahlt.

## Bemerkungen
Das Delta muss zu jedem Zeitpunkt neu berechnet werden, zum Beispiel anhand des Black-Scholes-Modells oder des Heston-Modells.